# Amon Amarth
Amon Amarth är ett svenskt melodiskt death metal-band som bildades 1992 i Tumba. Bandets debutalbum Sorrow Throughout the Nine Worlds gavs ut 1996. Bandets låtar handlar ofta om vikingar och den nordiska mytologin, men bandet klassificerar sig inte som ett viking metal-band.

## Historia
Föregångare till Amon Amarth var ett band som kallades för Scum, som existerade 1991 och hann släppa demon Demo 1 under samma år. Bandet var namngivet efter en skiva av gruppen Napalm Death. När bandmedlemmarna träffade nuvarande[när?] sångaren Johan Hegg lades bandet ner och man valde att starta ett nytt band, och gav det namn efter domedagsberget Amon Amarth i Tolkiens universum. Det var också då den nuvarande inriktningen på låttexter med influenser från vikingatid och asamytologi tog fart.
Under det nuvarande namnet hann man släppa ytterligare två demos, Thor Arise och The Arrival of the Fimbul Winter, innan man fick kontrakt med skivbolaget Pulverised från Singapore. Debutalbumet Sorrow Throughout the Nine Worlds släpptes i april 1996. I juni samma år valde originaltrummisen att lämna bandet och han ersattes av Martin Lopez som sedermera kom att spela trummor i Opeth. I samband med inspelningen av andra albumet The Avenger gjordes också de senaste förändringarna i gruppens sättning då Martin Lopez och Anders Hansson lämnade bandet .
Bandets senaste skiva är döpt till The Great Heathen Army och släpptes 2022. Skivbolaget är som tidigare Metal Blade.

## Medlemmar
Nuvarande medlemmar
- Johan Hegg – sång (1992– )

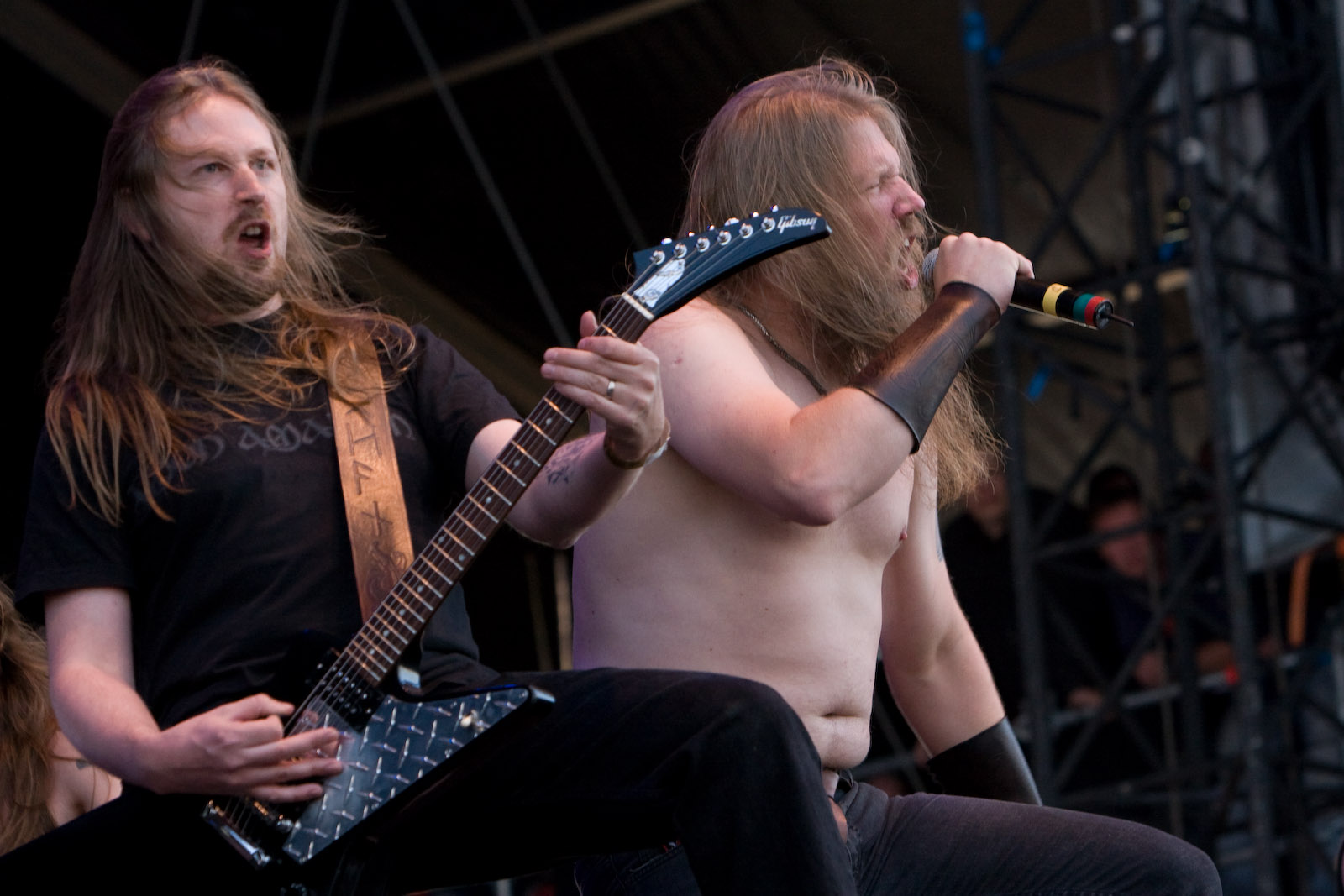
Johan Söderberg och Johan Hegg.

- Ted Lundström – basgitarr (1992– )
- Olavi Mikkonen – gitarr (1992– )
- Johan Söderberg – gitarr (1998– )
- Joakim Wallgren - trummor (2016– )

Tidigare medlemmar
- Anders Hansson – gitarr (1992–1998)
- Martin Lopez – trummor (1996–1999)
- Fredrik Andersson – trummor (1999–2013)

Turnerande medlemmar
- Johan Bergebäck – gitarr (2003)
- Jill Janus – sång (2015)

Bidragande musiker (studio)
- Tobias Gustafsson - trummor (2016– )[3]

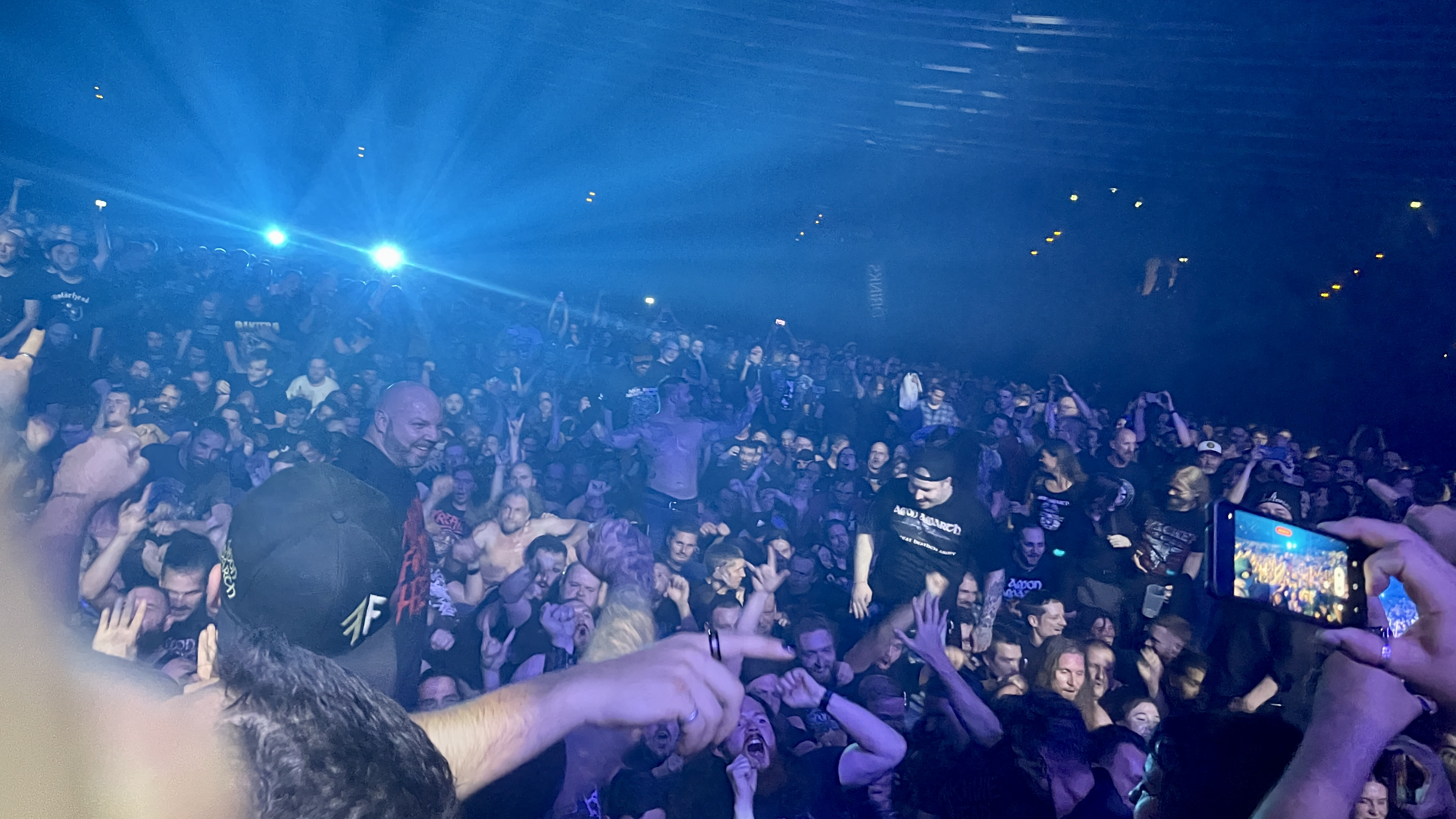
Live rowing boatshow from fans.

## Diskografi
Demo
- 1993 – Thor Arise
- 1994 – Arrival of the Fimbul Winter

Studioalbum
- 1998 – Once Sent from the Golden Hall
- 1999 – The Avenger
- 2001 – The Crusher
- 2002 – Versus the World
- 2004 – Fate of Norns
- 2006 – With Oden on Our Side
- 2008 – Twilight of the Thunder God
- 2011 – Surtur Rising
- 2013 – Deceiver of the Gods
- 2016 – Jomsviking[4]
- 2019 – Berserker
- 2022 - The Great Heathen Army

EP
- 1995 – Sorrow Throughout the Nine Worlds
- 2013 – Under the Influence

Singlar

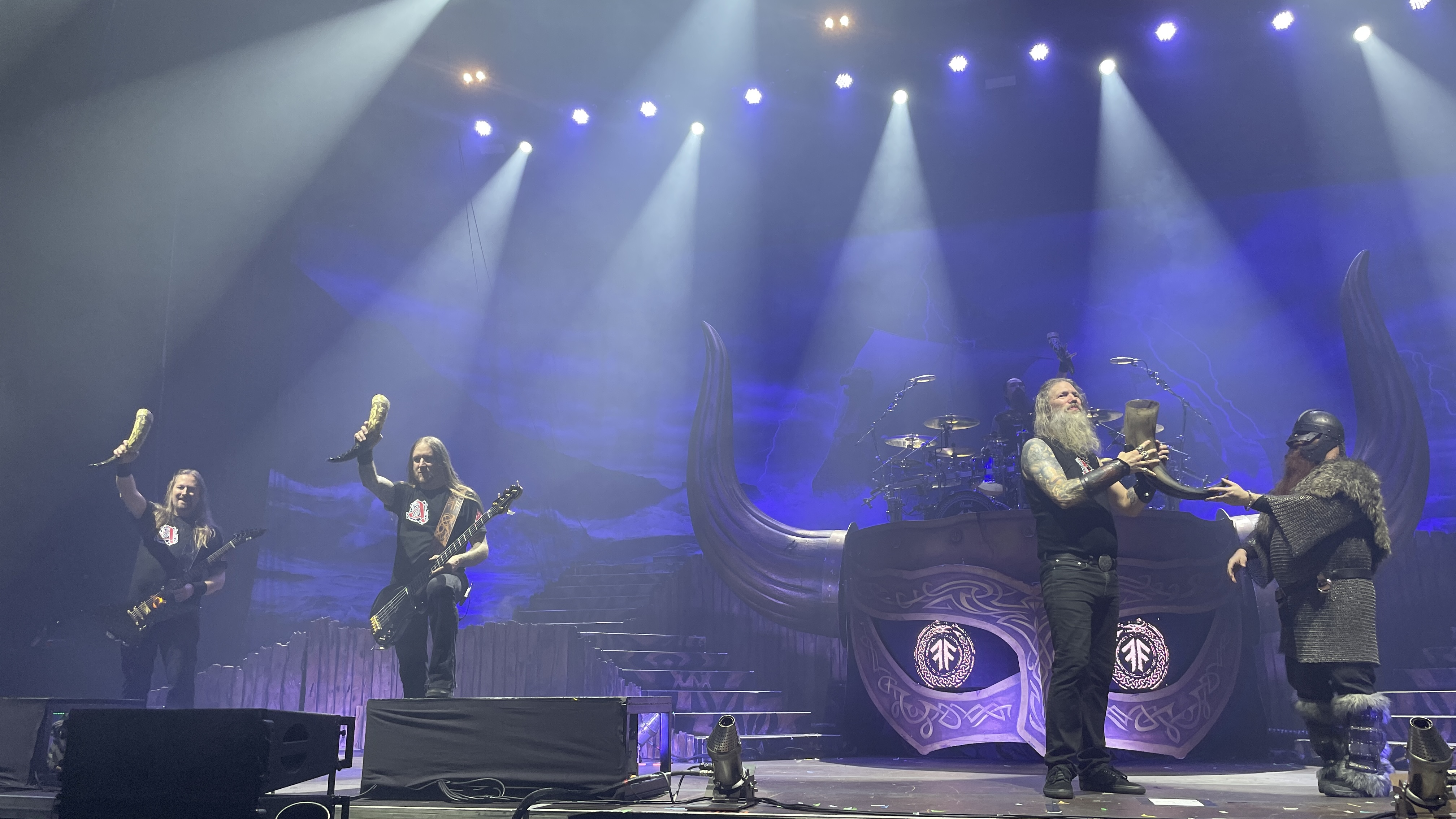
Amon Amarth having a drink.

- Amon Amarth having a drink.2008 – "Twilight of the Thunder God"
- 2016 – "First Kill"

Samlingsabum
- 2009 – The Re-issues (8CD box)
- 2010 – Hymns to the Rising Sun

DVD
- 2004 – Live at Grand Rokk Reykavik (bonus till Fate of Norns)
- 2006 – Wrath of the Norsemen
- 2008 – Twilight of the Thunder God

Annat
- 2004 – Fate of Norns Release Shows (delad album: Amon Amarth / Impious / Fragments of Unbecoming / Disillusion)